# O filii et filiae

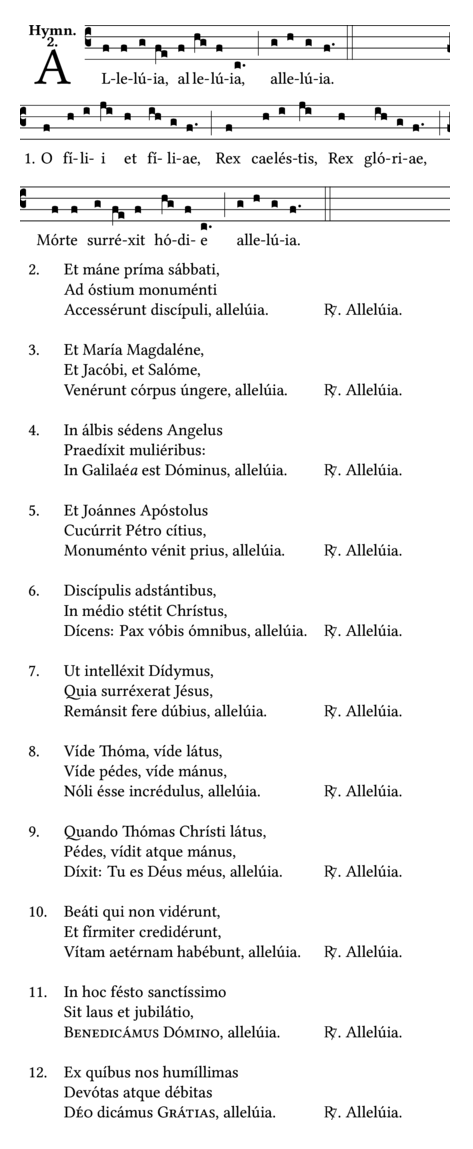
O filii et filiae

O filii et filiae ist ein zwölfstrophiger lateinischer Hymnus, der zu Ostern und in der Osteroktav gesungen wird.
Der Text wurde 1494 von dem französischen Franziskaner Jean Tisserand geschrieben und umfasste ursprünglich nur neun Strophen. Mit einer spät-gregorianischen Melodie erlangte er in Frankreich große Popularität und breitete sich von dort in die englischsprachigen Länder und auch nach Deutschland aus. Der Hymnus diente als Grundlage zahlreicher musikalischer Bearbeitungen.
Auf der Übersetzung von Christoph Moufang von 1865 und der im Dreiertakt periodisierten Melodie basiert das Gotteslob-Lied Nr. 322 Ihr Christen, singet hocherfreut. In der Anfangsphase der Französischen Revolution, im Sommer 1789, diente die Melodie als musikalische Parodie einem Spottlied auf den Klerus.